# Panther Westwinds
Panther Westwinds ist ein ehemaliger britischer Autohersteller, der 1972 gegründet wurde.

## Geschichte
Panther Westwinds wurde 1972 von Robert Jankel gegründet und hatte seinen Sitz in Weybridge in der Grafschaft Surrey im Südosten von England. Aufgrund finanzieller Probleme übernahm 1980 die Jindu Industries, der der südkoreanische Geschäftsmann Young C. Kim vorstand, das Unternehmen. Im Jahre 1987 übernahm die ab 1988 firmierende SsangYong Motor Co.,Ltd die Marke Panther. Die Produktion in Großbritannien endete 1990. Bis 1992 wurden noch Modelle unter dem Namen Panther von der Panther Car Company in Südkorea hergestellt. Robert Jankel kaufte 2001 den Namen Panther aus südkoreanischem Eigentum zurück. Bis zu seinem Tod im Jahre 2005 arbeitete er an einem neuen Sportwagendesign. Sein Sohn Andrew Jankel nannte es eine „unvollendete Sinfonie“ (engl.: „unfinished symphony“). Die Produktion dieses Wagens sollte in den USA erfolgen.

## Fahrzeuge
Panther produzierte in Kleinserien Sportwagen und Roadster mit Motoren anderer Hersteller. Das bekannteste Modell der Firma war der sechsrädrige Panther 6, der als über 300 km/h schnelles Cabrio geplant war und bei seiner Vorstellung 1979 viel Aufsehen erregte. Von dem Panther 6 wurde allerdings nur ein Prototyp gebaut. (Ein zweiter soll später aus Ersatzteilen montiert worden sein.)
Andere Modelle wie Kallista und Lima orientierten sich in ihrer Gestaltung an dem Aussehen von Automobilen der 1930er Jahre.
Panther-Wagen waren jahrelang auch in Deutschland erhältlich; Auto Becker in Düsseldorf war der wichtigste Importeur und Händler. Die Auslieferung des Kallista war seit Verlagerung der Panther-Aktivitäten nur in Südkorea möglich.

### Modelle von Panther

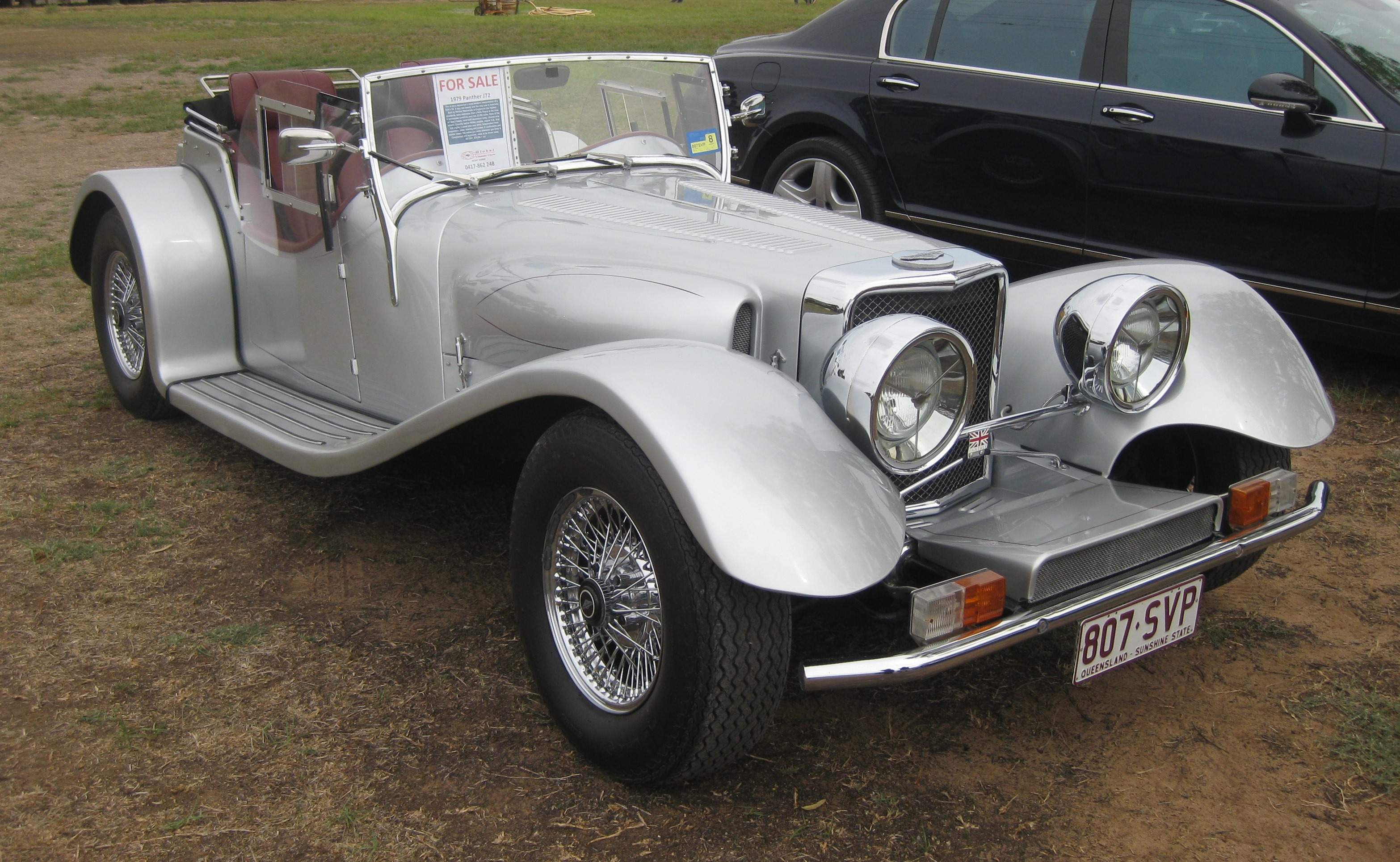
Panther J72

- Panther J.72 (1972, zweisitziges Cabrio mit Sechszylinder-Motor von Jaguar)
- Panther De Ville (1974, fünfsitzige Limousine mit Zwölfzylinder-Motor von Jaguar; teuerstes britisches Auto der 1970er Jahre)
- Panther Lazer (1974, dreisitziger Roadster mit einem Sechs- und einem Zwölfzylinder-Motor von Jaguar; nur ein Fahrzeug wurde verkauft)
- Panther Rio (1974, viertüriges, fünfsitziges Boutique-Auto auf der Basis des Triumph Dolomite mit verändertem Exterieur und hochwertiger Innenausstattung bei unveränderter Serien-Technik; in 35 Exemplaren hergestellt).
- Panther Lima (1976, zweisitziges Cabrio mit Vierzylinder-Motor von General Motors)
- Panther 6 (1977, zweisitziges Cabrio mit Achtzylinder-Motor von Cadillac mit sechs Rädern)[2]
- Panther Kallista (1984, zweisitziger Roadster mit Sechszylinder-Motor von Ford)
- Panther Solo (1987, zwei+zwei-sitziges Coupé mit Vierzylinder-Motor von Ford)

### Herstellung für andere Unternehmen

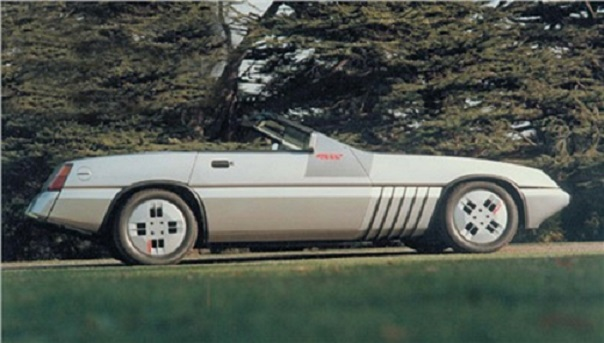
Bei Panther gebaut: Vauxhall Equus

Panther Westwinds stellte daneben auch vereinzelt Autos für andere Marken her. Dies gilt beispielsweise für den Felber FF. Anfang 1975 übernahm Panther die Produktionsrechte an dem kurz zuvor gescheiterten französischen Monica 560, den Robert Jankel mit einem V12-Motor von Jaguar ausrüsten und erneut in den Verkauf bringen wollte. Aus diesem Projekt wurde allerdings im Hinblick auf die Ölkrise Mitte der 1970er Jahre nichts. 1978 baute Panther für Vauxhall den Prototyp des Show Cars Vauxhall Equus auf, der auf einem Lima-Chassis basierte. Die Hoffnung auf eine Serienfertigung zerschlug sich.